# Marrit Ohlsson
Marrit Sofia Ohlsson, född 16 november 1914 i Umeå, död 6 juni 1986 i Stockholm, var en svensk skådespelare och dansare.
Marrit Ohlsson är begravd på Danderyds kyrkogård.

## Filmografi
- 1950 – Till glädje
- 1953 – Kvinnohuset
- 1954 – Två sköna juveler
- 1955 – Sommarflickan
- 1955 – Så tuktas kärleken
- 1955 – Vildfåglar
- 1956 – Moln över Hellesta
- 1956 – Flickan i frack
- 1956 – Sången om den eldröda blomman
- 1957 – Far till sol och vår
- 1957 – Med glorian på sned
- 1958 – Bock i örtagård
- 1959 – Himmel och pannkaka
- 1959 – Fröken Chic
- 1959 – Det svänger på slottet
- 1959 – Brott i Paradiset
- 1960 – På en bänk i en park
- 1960 – När mörkret faller
- 1961 – Stöten
- 1961 – Bibliska bilder
- 1961 – Ljuvlig är sommarnatten
- 1961 – Änglar, finns dom?
- 1963 – Min kära är en ros
- 1963 – Adam och Eva
- 1964 – Morgon
- 1965 – Tills. med Gunilla månd. kväll o. tisd.
- 1969 – Herkules Jonssons storverk (TV-serie)
- 1971 – Dagmars heta trosor
- 1973 – Kvartetten som sprängdes (TV-serie)
- 1974 – Huset Silfvercronas gåta (TV-serie)
- 1974 – De tre från Haparanda (TV-serie)
- 1975 – Champagnegalopp
- 1976 – Polare
- 1976 – Mina drömmars stad
- 1977 – Lilla Dot och kängurun
- 1977 – Tjejerna gör uppror (TV-serie)
- 1977 – Bussen
- 1977 – Jack
- 1977 – 91:an och generalernas fnatt
- 1978 – Restauranten
- 1980 – Trollsommar
- 1980 – Sverige åt svenskarna
- 1981 – Skärp dig, älskling! (TV-serie)
- 1981 – Höjdhoppar'n
- 1982 – En flicka på halsen
- 1982 – Fanny och Alexander
- 1983 – Mot härliga tider
- 1983 – Mannen utan själ
- 1986 – I lagens namn

## Teater

### Roller
| År   | Roll                      | Produktion                                                                                           | Regi             | Teater                           |
| ---- | ------------------------- | --- | ---------------- | -------------------------------- |
| 1942 |                           | Mazurka Joseph Beer, Fritz Löhner-Beda, Alfred Grünwald                                              | Karl Kinch       | Skansens friluftsteater          |
| 1942 | Fjäril 2                  | I vår Herres hage Josef Čapek och Karel Čapek                                                        | Gösta Folke      | Vasateatern                      |
| 1944 | Boven Trollkarlen Paschan | Clownen Beppo Else Fisher                                                                            | Ingmar Bergman   | Medborgarteatern Folkparksturné  |
| 1950 | Medverkande               | 25-öresrevyn, eller Hjälp, revy Stig Bergendorff och Gösta Bernhard                                  | Gösta Terserus   | Casinoteatern                    |
| 1953 |                           | Tolvskillingsoperan Bertolt Brecht och Kurt Weill                                                    | John Zacharias   | Norrköping-Linköping stadsteater |
| 1953 | Miss Bromton              | Den ljuva timmen Anna Bonacci                                                                        | Olof Thunberg    | Norrköping-Linköping stadsteater |
| 1953 | Gesällen                  | Rödluvan Robert Bürkner                                                                              | Ingrid Luterkort | Norrköping-Linköping stadsteater |
| 1954 | Sal                       | Kvinnor i skymning Sylvia Rayman                                                                     | Ingrid Luterkort | Norrköping-Linköping stadsteater |
| 1954 | Flora                     | Sagan Hjalmar Bergman                                                                                | Olof Thunberg    | Norrköping-Linköping stadsteater |
| 1954 | Magdelone                 | Henrik och Pernille Ludvig Holberg                                                                   | Ingrid Luterkort | Norrköping-Linköping stadsteater |
| 1954 | Musikern                  | Tjuvarnas bal Jean Anouilh                                                                           | John Zacharias   | Norrköping-Linköping stadsteater |
| 1954 | Higa Jiga                 | Thehuset Augustimånen John Patrick                                                                   | Olof Thunberg    | Norrköping-Linköping stadsteater |
| 1955 | Pippi Långstrump          | Pippi Långstrump Astrid Lindgren                                                                     | Bertil Norström  | Norrköping-Linköping stadsteater |
| 1955 | Syster Gudule             | Lilla helgonet Hervé, Henri Meilhac och Albert Millaud                                               | Ivo Cramér       | Oscarsteatern                    |
| 1956 |                           | Can-Can Cole Porter och Abe Burrows                                                                  | Ivo Cramér       | Oscarsteatern                    |
| 1957 | Po                        | Vi bygger hus Else Fisher                                                                            | Else Fisher      | Lilla Teatern                    |
| 1958 | Fru Kastanie den äldre    | Magister Bläckstadius August Blanche                                                                 | Else Fisher      | Riksteatern                      |
| 1962 |                           | Den tappre soldaten Svejk (Osudy dobrého vojáka Švejka za světové války) Jaroslav Hašek              | Åke Falck        | Skansens friluftsteater          |
| 1962 | Fru Patelin               | Listig som en räv (La Farce de maître Pierre Pathelin) David Augustin de Brueys och Jean de Palaprat | Bernhard Krook   | Riksteatern                      |
| 1965 |                           | Den sköna lögnerskan (Die schöne Lügnerin) Just Scheu och Ernst Nebhut                               | Bo Forsberg      | Wasa Teater, Finland             |